# Abhandlungen der Preussischen Akademie der Wissenschaften. Mathematisch-naturwissenschaftliche Klasse
Abhandlungen der Preussischen Akademie der Wissenschaften. Mathematisch-naturwissenschaftliche Klasse (abreviado Abh. Preuss. Akad. Wiss., Math.-Naturwiss. Kl.) fue una revista con ilustraciones y descripciones botánicas que fue editada en Berlín. Se publicó durante los años 1940-1945. Fue precedida por Abhandlungen der Preussischen Akademie der Wissenschaften. Physikalisch-mathematische Klasse.